# Maguilov
Mogilev (en bielorruso: Магілё́ў; en ruso: Могилё́в; en yidis: מאָלעוו‎, romanizado: Molev) es una ciudad subprovincial de Bielorrusia. Es la capital de la provincia homónima y, dentro de la misma, es la sede administrativa del distrito homónimo sin formar parte del mismo.  Ciudad rusa a partir de 1772, se encontraba cerca de la frontera con Austria; fue en 1780 sitio de reunión entre José II y Catalina la Grande.
En 2010 tiene una población de 354 000 habitantes, siendo la tercera ciudad más grande del país tras Minsk y Gómel.
Se ubica en el este del país, junto a la carretera E95 que une Odesa con San Petersburgo. El río Dniéper pasa por la ciudad.

## Ciudades hermanadas
- Bardejov (Eslovaquia)
- Denizli (Turquía)
- Eisenach (Alemania)
- Gabrovo (Bulgaria)
- Kerch (de facto Rusia)
- Klaipėda (Lituania)
- Kragujevac (Serbia)
- Shymkent (Kazajistán)
- Sumqayit (Azerbaiyán)
- Tula (Rusia)
- Villeurbanne (Francia)
- Włocławek (Polonia)